# Taylor (Texas)
Taylor es una ciudad ubicada en el condado de Williamson en el estado estadounidense de Texas. En el Censo de 2010 tenía una población de 15191 habitantes y una densidad poblacional de 338,86 personas por km².

## Geografía
Taylor se encuentra ubicada en las coordenadas 30°34′23″N 97°25′11″O / 30.57306, -97.41972. Según la Oficina del Censo de los Estados Unidos, Taylor tiene una superficie total de 44.83 km², de la cual 44.54 km² corresponden a tierra firme y (0.64%) 0.29 km² es agua.

## Demografía
Según el censo de 2010, había 15191 personas residiendo en Taylor. La densidad de población era de 338,86 hab./km². De los 15191 habitantes, Taylor estaba compuesto por el 71.65% blancos, el 10.23% eran afroamericanos, el 1.22% eran amerindios, el 0.67% eran asiáticos, el 0.08% eran isleños del Pacífico, el 13.11% eran de otras razas y el 3.03% pertenecían a dos o más razas. Del total de la población el 42.78% eran hispanos o latinos de cualquier raza.